# Levin Conrad
Levin Conrad (* 19. März 1998) ist ein Schweizer Unihockeyspieler, der beim Nationalliga-A-Verein HC Rychenberg Winterthur unter Vertrag steht.

## Karriere
Conrad debütierte 2017 für Floorball Thurgau in der Nationalliga A. Nach zwei Jahren bei Floorball Thurgau verliess Conrad die Thurgauer in Richtung Winterthur, wo er sich dem HC Rychenberg Winterthur anschloss.

## Privat
Levin Conrad ist der Bruder von Nils Conrad, ebenfalls Spieler des HC Rychenberg Winterthur.